# アメリカ合衆国の共和主義
アメリカ合衆国の共和主義（英: Republicanism in the United States）は、その独立以来アメリカ市民思想の主要部分であり続けている政治的価値観である。中心的な価値として「自由」と「不可分の権利」を強調し、人民全体を主権者とし、政治権力の世襲を拒否し、市民がその公民としての義務を行うときに独立であることを期待し、政治的腐敗を忌避している。アメリカ合衆国の共和主義は18世紀に建国の父達によって基礎が造られ、初めて実行された。それは共和政ローマ、ルネサンス期および権利に関するイギリスのモデルと概念に基づいていた。アメリカ合衆国においては、その独立と独立宣言（1776年）、アメリカ合衆国憲法（1787年）、さらにはゲティスバーグ演説（1863年）の基本になった。
共和主義は、人民が多数意見によっても取り去ることができない不可分の権利を持っていると主張することで、他の民主主義形態とは異なっているということができる。アレクシ・ド・トクヴィルは民主主義における「多数派の専政」について警告し、少数派の権利の弁護者は、多数派によって少数派の権利を停めるような事態を裁判所が覆すことでそれら権利を保護する必要があると警告してきた 。
「共和主義」という言葉は「共和国」という言葉から派生しているが、この2つの言葉には異なる意味がある。「共和国」は政府の形態であり（世襲階級の無いもの）、「共和主義」は共和国にも君主国にも現れ得る政治思想である。
アメリカ合衆国の歴史では、2つの政党が共和主義を表す名前を付けた。すなわちトーマス・ジェファーソンが1793年に設立した民主共和党と呼ばれたもの、および1854年に設立され現在も続いている共和党である。

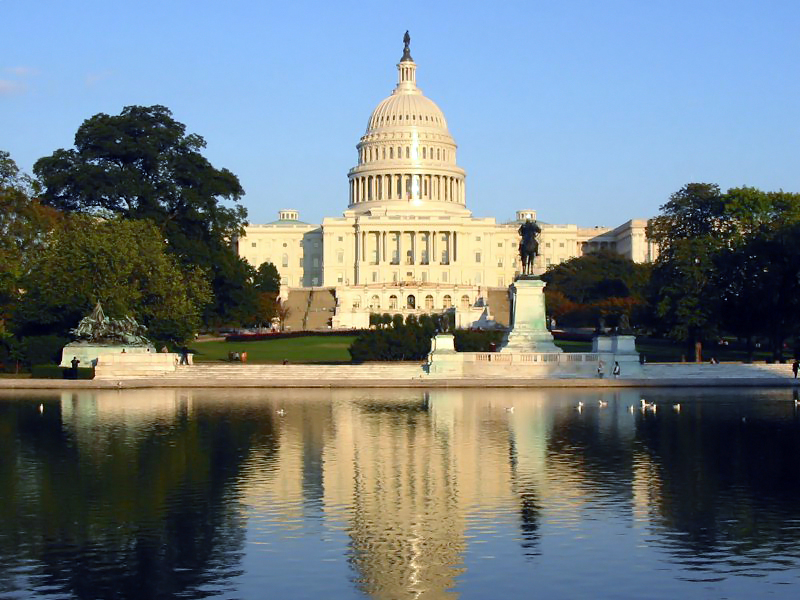
アメリカ合衆国議会議事堂は共和主義の古典的徳を称えている

## アメリカ合衆国の独立

### 共和主義の美徳
1760年代と1770年代、イギリス領北アメリカ植民地の知識層および政界の指導者達は、歴史を細かく勉強して政府とその統治の有効性を比較した。特にイギリスにおける自由の歴史に関心があり、政権を取っていた王室党（Court Party）に反対した「土着政党」（Country Party）の影響を強く受けた。土着政党は古代ローマの古典的共和主義概念に大きく依存しており、共和国の中での市民の義務とその高潔さという概念を称賛した。古代ギリシャの都市国家やローマ共和制の例を引用した。土着政党はホイッグ党の政治哲学の一部を共有し、またトーリー党がイングランドの王室を中心とするロンドンで王室党を取り巻く腐敗を厳しく批判していたことに同調した。この考え方がアメリカ人の「共和主義」と呼ぶ政治思想を生みだし、1775年までにアメリカで広まった。歴史家のロバート・ケリーは「共和主義は革命世代全体のはっきりとした政治意識だった」と記した。J・G・A・ポーコックはアメリカにおける知識の源を次のように説明した。
革命的共和主義は腐敗と強欲さを制限することに集中した。美徳は市民や代議員にとって最高に重要なものだった。革命派は古代ローマから教訓を得て、帝国を破壊した贅沢を避ける必要があることを知った。徳のある市民は、金で償われることを無視し、腐敗に抵抗し、撲滅させることに関わった者だった。共和国は神聖であり、それ故に、自己の利益や個人の意志を無視して、真の代表となる方法で国に仕える必要がある。共和主義は、共通の善のために進んで自己の利益を顧みない者達の奉仕を求めていた。バーナード・ベイリンに拠れば、「自由を保つことは、権力者を効果的にチェックし続ける人々の能力に依存しており、つまるところ人民の警戒心と道徳的活力に依存している」ことになる。徳の高い市民は自由の強力な守護者である必要があり、政府の腐敗と貪欲さに挑戦する必要がある。高徳の市民の任務はアメリカ独立の基礎になった。

### アメリカ独立の原因
アメリカ人の大半が共和主義の価値観とその資産権を考えていたことは、アメリカに独立をもたらすことに貢献した。イギリスは腐敗が進み、民主主義の概念そのものに敵対的かつ脅威と考えられるようになっていた。アメリカ人が享受する確立された自由に対する脅威であり、アメリカ人の資産権に対する脅威だった。自由に対する最大の脅威は、ロンドンだけではなく植民地でも腐敗があると多くの者が考えた。植民地人は贅沢に慣れ、特に非難していた世襲貴族制に慣れていた。アメリカ人でイギリスの称号を持っている者は少なかったが、ロンドンへの移動はできた。
歴史家のトマス・キッドは、独立戦争中にキリスト教徒がその信仰を共和主義に結びつけたと論じている（2010年）。「革命の危機の始まりと共に、主要概念の変化により、神がアメリカを何か特別な目的で止揚しようとしているという神学的領域をアメリカ人に信じさせた」と語った。キッドはさらに、「新しくキリスト教と共和主義理論が咬み合わされて、宗教的な伝統主義者に共和主義美徳の概念全体を抱かせるようになった」と論じている。徳のある共和主義者としての市民は、君主制の中に見ていた腐敗を根絶するために、道徳的義務感を成長させていた。
歴史家のゴードン・ウッドは基礎概念をアメリカ例外主義に結びつけた。「我々の自由、平等、立憲主義および通常の人々の福祉についての信念は革命時代に出現した。我々の信念を作り上げたことで、我々アメリカ人は世界を自由と民主主義の方向に導く使命を持った特別な民族であるという概念になった」と論じた。アメリカ人は自由の守護者であり、共和主義の美徳を推進する大きな義務と使命があった。ジョナサン・メイヒューはその著作『1759年の会話』の中で、「君主に対する絶対的服従、あるいは不服従や抵抗が正当化されない場合とは、通常は支配者の肩書きを持つ者全てだが、人間社会の善のために合理的で公正な権限を実行することで支配者の義務を代行する者に対してのみである。」と述べている。イギリスの支配者には徳が無く、「人間社会の善」のためにその権限を行使していないという概念によって、植民地人は政府における共和主義の価値を守り再確立したいという願望を成長させた。この徳を守るという必要性がアメリカ独立の哲学的根拠だった。

### 建国の父達
アメリカ合衆国建国の父達は共和主義の価値の強力な提唱者だった。特にサミュエル・アダムズ、パトリック・ヘンリー、ジョージ・ワシントン、トマス・ペイン、ベンジャミン・フランクリン、ジョン・アダムズ、トーマス・ジェファーソン、ジェームズ・マディソンおよびアレクサンダー・ハミルトンが挙げられる。
トーマス・ジェファーソンは共和国を次のように定義した。
建国の父達は「共和主義」の意味について果てしなく話し合った。ジョン・アダムズは1787年に、「富める者も貧しい者も、統制者も臣下の者も、役人も大衆も、主人も従僕も、第一級の市民も最下層の市民も、全ての人が平等に法に従う政府」と定義した。

### 美徳対商業
J・G・A・ポーコックが指摘しているように、個人的経済利益（ロックの自由主義に基づく）と古典的な共和主義の間の紛争について未解決の問題がアメリカ人を悩ませてきた。ジェファーソンとマディソンは、連邦党が国定銀行を創設することは腐敗と君主制に近づいているとして、厳しく非難した。アレクサンダー・ハミルトンは断固としてその計画を弁護し、国の経済力は自由を守るために必要であると論じた。ジェファーソンが折れることは無かったが、マディソンは1815年に考え方を変え、国定銀行に賛成すると表明した。第二合衆国銀行は1816年に設定された。
ジョン・アダムズは市民の美徳について熟考することが多かった。1776年にマーシー・オーティス・ウォーレンに宛てた文書で、ギリシャ人やローマ人の考え方に同意し、「大衆の美徳は私的なものが無ければ存在できず、大衆の美徳が共和国の唯一の基礎である」と記した。アダムズは「大衆の善、大衆の関心、栄誉、力、栄光には、大衆の心の中で打ち立てられた肯定的な情熱があるに違いない。さもなくば、共和制政府も真の自由もあり得ない。この大衆の情熱は全ての私的な情熱に勝っているに違いない。人は、社会の権利と競合する立場にあるとき、その私的な喜び、情熱および関心を、それどころか、その私的な友情や親愛な関係者を犠牲にすることに備え、それを誇り、また幸福であらねばならない。」と述べていた。
アダムズは、事業家が共和制の義務と相容れない金銭的利益を持っていることを心配した。実際に特に銀行には懐疑的だった。「商業の精神は、幸福な共和国にとって必要である心の純粋さと精神の偉大さとは両立できない」と歴史が教えていると判断した。しかし商業の精神がアメリカに浸透していた。アダムズはニューイングランドで「農夫や職人ですら商業に依存している、」その結果「そこでは共和制政府が大変な派閥の争いになり荒れ狂う大きな危険性」があると述べた。

#### その他の影響
大きく発展した2つ目の思想の潮流は、ジョン・ロックとその「社会契約説」にある古典的自由主義だった。支配者と臣従者の関係において、支配者が暗黙の了解を裏切った場合に、大衆がその支配者を打倒する持って生まれた権利を示唆していることで、アメリカ独立に多大な影響を与えた。歴史家はアメリカでジャン＝ジャック・ルソーの影響をほとんど見出していない。アメリカ人は州や国の憲法を書く段階で、理想的に「バランスが取れている」イギリス憲法に関するモンテスキューの分析を使った。バーナード・ベイリンやゴードン・S・ウッドなど多くの歴史家達が示しているように、初めから終いまで共和主義への関与だった。

### 史学
1世紀の間、歴史家達は建国の父達にとって、いかに共和主義が重要だったかを議論してきた。1960年以前の解釈は、チャールズ・A・ベアード、バーノン・L・パーリントン、アーサー・M・シュレジンジャー・シニアなど進歩学派の歴史家に従い、修辞を表面上のことと軽視し、経済的動機を求めた。ルイス・ハーツは1950年代にその立場を強化し、ジョン・ロックについて、その資産を元にした自由主義がアメリカ人の物質的目標を支持したゆえに、最も重要な拠り所だったと論じた。
1960年代と1970年代、新しく2つの学派が現れ、歴史において（物質的な利益よりも）動機付けとして概念の卓越性を強調した。ハーバードのバーナード・ベイリン、ゴードン・ウッドは「ケンブリッジ学派」を形成した。ワシントン大学の「セントルイス学派」はJ・G・A・ポーコックに率いられた。彼らは共和主義に対する少し異なるアプローチを強調した。しかし、アイザーク・クラムニックなどの学者はロックの強調を続け、アメリカ人は基本的に個人主義であり、公的な美徳に打ち込んではいないと論じている。共和主義と自由主義の相対的な重要性については歴史家の間で論争の主題であり続けており、現在の政治的行動についても同様である。

## 新国家: 憲法
建国の父達は、共和主義の原則が自由を保障し、互いを相殺する限られた権力で拮抗することになる故に共和主義を望んだ。多くの者が「民主主義」を恐れていたので、彼らは変化が緩りと起こるべきと考えた。当時、民主主義は直接民主主義を意味し、有権者の多数となれば、権利や自由をいつでも踏みにじられると考えられていた。この多数派による暴力の最たる可能性は、金持ちに対して貧乏人が揮うことができることだと考えられた。民主主義は、扇動政治家によって即座に形作られ得る暴徒支配の形態を採ることができると考えられた。それ故に、成文憲法は絶対多数によってのみ修正されるものとし、構成員である州の主権が競合する可能性を残し、州に対しては上院に支配力を与え、少数のエリートで構成される選挙人団を創設して大統領を選ばせるようにした。下院は人民を代表するように設定した。実際のところ選挙人団はすぐに政党によって支配されるようになった。1776年、大半の州は投票権者に保有資産があることを求めていたが、90％が田園部である国内で大半の市民が農場を所有していたので、厳しい制限ではなかった。都市化が進むと大衆は異なる職業に就くようになり、多くの州で順次資産条項は無くなっていった。全州が1850年までに資産条項を無くしたので、白人成人男性が投票できないような経済的障壁はあったとしてもほとんど無視できるものとなった。

### 党名としての共和主義
1792年から1793年、ジェファーソンとマディソンは、その描いていた政治原理を促進するために、新しく「共和党」を創設した。彼らは、ハミルトンの政治構想が違法であることを訴えようとした。大統領や連邦議会の選挙で連邦党が敗北して苦い思いをした政治活動家である連邦党のノア・ウェブスターに拠れば、「共和党」という名前を選んだことで、その党に人々の支持を転換させる過程で強力な武器になった。大衆に対する名前の影響力は、アメリカ合衆国での民主党の増加におけるよりも、それほどはっきりと示されたことは無かった。共和党という宗派の人気は、ワシントンの性格と業績の人気を合わせたよりも大きく、ワシントンが大統領を辞任する要因になった可能性がある。後の歴史家が民主共和党と呼んだこの政党は、1820年代には派閥に分裂し、そのうちの1つが民主党になった。1832年以降、民主党はホイッグ党を自称する派閥と対抗することになった。ホイッグとはアメリカの独立運動を始めさせた愛国者に因むものだった。この第二政党制の時代には、どちらの政党も共和主義への献身を主張していた。

### 共和制における母性
アメリカ独立後の新しい政府の下で、アビゲイル・アダムズやマーシー・オーティス・ウォーレンによって顕現された「共和制における母性」が理想とされた。共和制下の女性の最初の任務は、その子供達に共和制の価値を教え込み、贅沢や虚栄を避けさせることだった。
これら「共和制における母」から2世代後の娘や孫娘は、その生活に共和制の価値を適用し、労働力として独立性と平等性を求めた。1830年代、賃金カットがあったときに、数多い女性の工場労働者がストライキを打って、その賃金の公正性と独立性に対する権利のために戦った。これら女性の多くは、独立した土地所有者の娘であり、独立戦争を戦った男達の子孫だった。彼女達は自らを「自由人の娘達」と称した。工場で独立性を求めた戦いの中で、女性は企業の雇用者だけでなく他の女性にも、その目的の重要さと強力さを伝えるために、独立戦争で使われた言葉を用いることになった。独立戦争がイギリスからの独立を得るために戦われたものであれば、これら「自由人の娘達」は、（ストライキを通じて）男性と同じくらい公正な給与を受け取り独立であるという同じ共和制の価値のために戦うことができた。

### 民主主義との対照
エリスとネルソンは、マディソンからリンカーン、さらにその後の憲法思想の多くは「多数派専制の問題」に重点を置いてきたと論じている。彼らは、「憲法に埋め込まれた共和制政府の原則は、憲法起草者が、生命、自由および幸福の追求という不可分の権利を多数派によって奪い取られないようにした努力を表している」と結論付けた。特にマディソンは小さな地方に偏った多数派が不可分の権利を脅かすことを恐れ、「ザ・フェデラリスト」第10篇では、共和国の人口が多くなればなるほど、より多様になり、この脅威が少なくなると論じた。ジェファーソンは、「選挙で選ばれた専制政治は、我々がそのために戦った政府ではない」と警告した。
1800年にはすでに、「民主主義者」という言葉がもっぱら連邦党の対向者を攻撃するために使われていた。ジョージ・ワシントンは1798年に、「黒人を磨いて白人にするように、原則を民主主義にかえることもできる。この国の政府を転覆させるために試さないものは何も無くなるだろう。」とこぼしていた。「ザ・フェデラリスト」は、民主主義が多数派によって少数派の権利に抵触することを認めるので、純粋な民主主義は極めて危険なものであるという考え方に染まっていた。かくしてマディソンは、各州に新憲法の下で強力な中央政府に参加するように求め、比較的弱かった連合規約に新憲法を置き換えることを推奨する中で、「ザ・フェデラリスト」第10篇では、特別な関心が小さな地域、すなわち1つの州を支配するかもしれないが、それが容易に大きな国を支配できることにはならないと論じた。それ故に国が大きければ、それだけ共和主義はより安全になると述べた。
1805年までに、南部共和主義者の中で、ジョハン・ランドルフ、カロラインのジョン・テイラーおよびナサニエル・メイコンに率いられた少数派閥である「オールド・レパブリカン」あるいは「クイッド」は、ジェファーソンとマディソンが弱い中央政府にすると言っていた真の共和制を放棄したという根拠で、二人に反対するようになった。

### 資産権
アメリカ合衆国最高裁判所判事ジョセフ・ストーリー（1779年-1845年）は、裁判所による資産権の保護をアメリカ共和主義の主要部分にした。早熟の法学者だったストーリーは1811年にマディソンから最高裁判事に指名された。ストーリーと首席判事のジョン・マーシャルは、行き過ぎた民主主義に対して、裁判所を民族主義の砦（マーシャルの連邦党路線）と、資産権の保護者にした。ストーリーは、ジャクソン流民主主義が合法の負債を否定し、共和政府による資産権の「抑圧」と呼ぶものであまりに罪を犯しすぎているので、これに反対した。ストーリーは、「市民が合法的に獲得した資産を自由に享受することについての権利」は「共和政府の大きなかつ基本的な原則である」と述べた。ニューマイヤーはストーリーのことを「古代共和政の政治家」と評し、民主主義政治の上に君臨して、ストーリーにとっての英雄であるアレクサンダー・ハミルトンやジョン・マーシャル、さらにはダニエル・ウェブスターのような1820年代から1830年代のニューイングランド・ホイッグ党の共和主義に従った法を形作ろうとしたと述べた（1985年）。歴史家達は、ストーリー判事がマーシャルや他の誰それにも増して、資産権を保護する保守的な方向にアメリカの法を作り直したということに合意している。

### 軍務
市民の美徳は、個人的な願望の前に公共の目標を置くことを求めており、国のために志願して戦うことを求めていた。ロアノークのジョン・ランドルフが述べていたように、「市民と軍人が同義語であるならば、あなた方は安全である」となる。スコットは、アメリカの独立とフランス革命の双方において、外国の君主制に対する不信が国の市民軍という概念に結びつき、軍務の定義が職業の選択から公的義務に変化したと述べた（1978年）。ヘレラは、自己支配という見解が南北戦争以前のアメリカ軍の性格を理解するものに基本的なものであると説明している（2001年）。軍務は愛国心の重要な表現であり、市民としての基本的な要素であると考えられた。軍人にとって、軍務は自発的な、了解のもとにある、自己支配の一時的な停止であり、それによって市民としての責任感を示すものだった。実際に軍務における自己支配は、個人的な独立、入隊の交渉、上級職への請願、民兵組織、および規律に関する交渉を含むようになった。これらが全て、軍隊の秩序、規律および生活の全ての側面に影響した。

## 南北戦争とレコンストラクション時代
歴史家のフランク・ローレンス・オーズレーは、南北戦争前の南部社会を、奴隷と貧乏白人の間に立って働いた自営農を経済模様の一方の極にし、大規模プランテーション所有者を対極に据える幅広い階級として、説明した。オーズレーは、真の南部は自由で、アメリカ人で、ジェファーソン主義であり、急進的でも反動的でもないと主張した。これは共和主義原則の最良のものを反映している（オーズレーは「共和主義」という言葉を使っていないが、その追随者は使っていた）。20世紀の農本主義は南部に浸透していった工業主義やモダニズムに対する反応だった。オーズレーに拠れば、北部に対抗する南部の立場は奴隷制度、綿花、あるいは州の権限で創られたのではなく、2つの地域が互いを誤解したことで創られたことになる。J・ミルズ・トンプソンは、南北戦争前の南部で共和制の価値を残そうという力が最も強力であり、南部人をしてその共和制価値に対する脅威と見えた北部の政策を妨げさせたと論じている。
1854年のカンザス・ネブラスカ法に反応した北部の反奴隷制度勢力は新党を結成した。その党は公式に「共和党」とされた。これは1776年の独立戦争に共鳴する名前だったからである。ミシガン州の会議では「共和政府の第一原則のために戦う必要性という見解で、さらにこの大地が呪われ、人が貶められるような最も革命的で抑圧的である貴族制の計画に対抗し、我々は協力し、共和主義者と呼ばれることになる」という決議を行った。
南北戦争後、共和党は解放奴隷に市民権を確保するための重要な側面は彼らに選挙権を与えることだと考えた。真の政治的教育は選挙権を行使し、政治目的を作り上げることで得られると考えた。当時は男性のみが投票を認められた。解放奴隷に市民権を与え、男性に参政権を与える憲法修正が成立した。

## 進歩主義時代
進歩主義時代の中心テーマは、1770年代以来共和主義の中核的概念の一つだった政治的腐敗に対する恐怖だった。進歩主義は定着された利益と戦うために政治の仕組みを再構築した（例えば、上院議員の直接選挙を通じて）。腐敗と見られたアルコールのような影響力あるものを禁じ、選挙権を道徳的に純粋であり腐敗には縁が無いと見られた女性に広げた。
公的義務を果たすときの問題は大統領選挙や第一次世界大戦で浮上した。1888年アメリカ合衆国大統領選挙では、民主党候補者のグロバー・クリーブランドが南北戦争で彼のために戦ってくれる代理を金で買収したと共和党が攻撃した。対抗馬の共和党ベンジャミン・ハリソンは多くの戦闘に参戦していた。結果はハリソンが当選した。1917年、ヨーロッパで戦争が始まった後で、アメリカ陸軍の兵士を徴兵するというウッドロウ・ウィルソンの提案に、大きな議論が持ち上がった。多くの者は、人民に奉仕を強制するのではなく、自由意志で公的義務を果たすという共和主義の原則を犯していると主張した。最終的にウィルソンが成功し、1917年の徴兵制法が成立した。

## ニューディール政策時代から現代
民主党大統領のジョン・F・ケネディは「あなた達の国があなた達に何ができるかを問うのではなく、あなた達があなた達の国のために何ができるかを問おう」と言って、アメリカ大衆に共和主義価値の中核である公的義務を賞賛する呼びかけを行った。
ベトナムにおける兵役は政治家候補者にとって公的義務の試金石になった。2004年アメリカ合衆国大統領選挙では、討論の中心テーマの1つは、大統領候補者のジョン・ケリーとジョージ・W・ブッシュが国のために戦うというその公的義務、すなわち共和主義の義務を果たしたかということだった。ブッシュは州軍任務を回避したと攻撃された。ケリーはベトナムで従軍したことを強く強調し大衆の理解を得た。一方ブッシュ側は、ケリーがベトナムで受けたという勲章は真実ではないと反論した。

## 法律の定義
アメリカ独立宣言に「共和制」という言葉は表れないが、アメリカ合衆国憲法第4条には使われており、「この連邦に入る全ての州に共和政体を保障する」とされている。憲法起草者がこれで正確に何を意味しようとしたかは不明である。最高裁判所における「ルーサー対ボーデン事件」判決（1849年）で、「共和制」の定義は「政治問題」であり、介入できないと裁定した。その後の2つの判決で基本的な定義が行われた。1875年の「アメリカ合衆国対クルークシャンク事件」では、「市民の平等権」は共和制の概念に固有のものであるとした。1891年の「イン・レ・ダンカン事件」における裁判所意見は、「人民がその政府を選ぶ権利」も定義の中にあるとした。いかなる州も君主制あるいは専制政治を行うことを妨げられるということも一般に解釈されている。1875年と1891年の法廷判断によって基本的な定義が作られ、「忠誠の誓い」第1稿（1892年）では「共和制」という言葉が含まれ、共和政体に言及する憲法第4条と同様に、「共和制」の基本定義が示唆され、現在の版まで一貫して含まれ続けている。

### 民主主義
1861年3月、エイブラハム・リンカーンはその有名な1回目の大統領就任演説で、連邦からの脱退を無政府主義と非難し、多数決ルールはアメリカの仕組みにおいては憲法の制約によって平衡を取られなければならないと説明した。
時代を経て、「民主主義」にたいする軽蔑的な言い回しは消えた。1830年代までに民主主義は純然たる肯定的な言葉と見なされ、民主党によって採用され、その党員は「民主党員」と呼ばれた。19世紀における党の共通語は「ザ・デモクラシー」だった。レコンストラクション時代の討論で、チャールズ・サムナーのような急進派共和党員は、憲法第4条の共和制「保障条項」が、敗れた南部に民主的な選挙権法を力で導入することを支持したと論じた。
1800年以降、民主主義に関する制限は体系的に排除された。州の有権者に関する資産保有資格は1820年代にほとんど排除された。1910年代には、住民発議、住民投票、リコールなど直接民主主義の手段が州やその下のレベルで広く受け入れられた。合衆国上院議員は1913年に市民の直接選挙で選ばれるようになった。黒人の投票に関する最後の制限も1965年に違法とされた。